# Snam Rete Gas
Snam Rete Gas è una società che appartiene alla holding Snam, già del gruppo Eni, da cui si è scorporata il 1º gennaio 2012.
Si occupa di trasporto del gas naturale.
Opera esclusivamente in Italia, dove ha una rete di gasdotti che misura 32.625 chilometri (bilancio 2018).

## Storia
La società venne costituita il 30 ottobre 1941 come Snam, il 1º giugno 2001 diventa Snam Rete Gas: quindi fino al 31 dicembre 2011 la sua storia è uguale a quella della sua controllante.
Dal 1º gennaio 2012 l'holding cambia nome in Snam e conferisce alla nuova società Snam Rete Gas il ramo d'azienda che include il trasporto, dispacciamento, telecontrollo e misura del gas, diventando così un Operatore Indipendente in osservanza del Decreto Legislativo 1º giugno 2011, n. 93, che ha recepito le direttive 2009/72/CE e 2009/73/CE relative alle norme comuni per il mercato interno dell'energia elettrica e del gas naturale.

## Loghi

Logo dal 2008 circa al 2011
Logo dal 2012 al 2018
Logo dal 2018